# Stadio Defensores del Chaco
Lo stadio Defensores del Chaco è un impianto sportivo di Asunción, la capitale del Paraguay. Ospita gli incontri interni della nazionale di calcio del Paraguay ed ha una capienza di 42 354 spettatori.
Occasionalmente ospita gli incontri di campionato di cartello e quelli internazionali dell'Olimpia, del Cerro Porteno e del Club Guaraní.

## Storia
I terreni sui quali oggi sorge lo stadio furono donati dal presidente paraguaiano Eduardo Schaerer alla neonata Federazione calcistica del Paraguay nel 1915 affinché vi costruisse un impianto sportivo. Due anni dopo aprì i battenti lo stadio di Puerto Sajonia che fu ribattezzato Uruguay dopo la conquista da parte della Celeste della medaglia d'oro alle Olimpiadi del 1924. Durante la guerra del Chaco contro la Bolivia lo stadio fu impiegato come accampamento militare e successivamente smantellato.
Nel 1974 assunse l'attuale denominazione, in omaggio ai soldati paraguaiani che combatterono nella guerra del Chaco.